# Mustafa Kruja

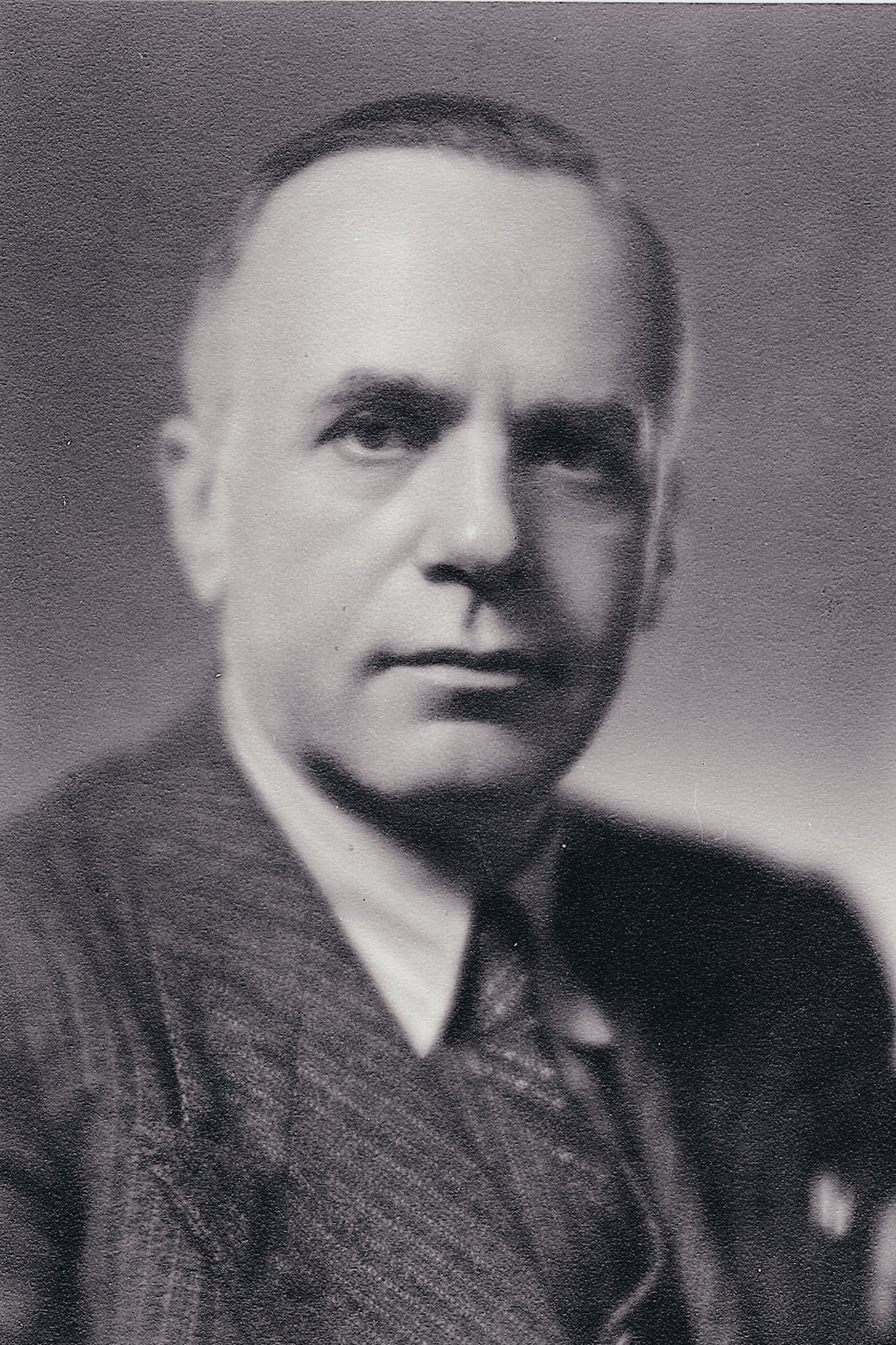
Mustafa Merlika Kruja (1943)

Mustafa Kruja (* 15. März 1887 in Kruja, Albanien als Mustafa Merlika; † 27. Dezember 1958 in Niagara Falls, New York, USA) war ein albanischer Politiker. Er war von 1941 bis 1943 Ministerpräsident der Marionettenregierung des vom faschistischen Italien besetzten Albaniens.

## Leben
Kruja entstammte einer Bektaschi-Familie und absolvierte die höhere Verwaltungsschule in Istanbul, die er 1910 mit einem Diplom in Politik und Sozialwissenschaften verließ. Er nahm am Aufstand von 1912, der mit der Unabhängigkeit Albaniens endete, teil und gehörte zu den Unterzeichnern der albanischen Unabhängigkeitserklärung vom 28. November 1912. Kruja war Unterstützer von Wilhelm zu Wied, der nach der Unabhängigkeit für einige Monate Fürst von Albanien war. Im Ersten Weltkrieg hielt Kruja sich in Italien auf. Auch nach Ende des Krieges sprach er sich für eine Hinwendung Albaniens an Italien aus.

## Wirken
Im Jahr 1921 wurde Kruja Abgeordneter im albanischen Parlament und 1924 unterstützte er Fan Noli bei seiner Bildung einer Demokratie, die sich allerdings nicht gegen den Widerstand der Großgrundbesitzer durchsetzen konnte und im Dezember 1924 wieder gestürzt wurde. Nachdem Ahmet Zogu 1925 an die Macht gekommen war, flüchtete Kruja nach Italien, von wo er erst 1939 zurückkehrte. Während der Besatzung Albaniens war Kruja vom 3. Dezember 1941 bis zum 10. Januar 1943 mit Billigung durch das faschistische Italien albanischer Ministerpräsident. Während seiner Amtszeit sorgte er dafür, dass mehrere hundert albanische und ausländische Juden mit Hilfe von gefälschten albanischen Reisedokumenten den faschistischen Besatzern entkommen konnten. Nach der Machtergreifung der Kommunistischen Partei Albaniens floh er 1944 zunächst nach Italien, dann nach Ägypten. Nach dem Zweiten Weltkrieg lebte er in Frankreich. Seine letzten Lebensjahre verbrachte er in den Vereinigten Staaten, wo er in einem Krankenhaus in Niagara Falls (New York) starb.